# Jama Masjid, Delhi
Masjid-i Jahān-Numā (Ba Tư/Urdu: مسجدِ جہاں نما, Devanagari: मस्जिद जहान नुमा, 'nhà thờ Hồi giáo phản chiếu thế giới'), thường được gọi là Jama Masjid (tiếng Hindi: जामा मस्जिद, Urdu: جامع مسجد) ở Delhi, là một trong những nhà thờ Hồi giáo lớn nhất ở Ấn Độ.
Được hoàng đế Mughal Shah Jahan cho xây dựng từ giữa 1644 đến 1656 với chi phí 1 triệu rupee, được một thầy tế đến từ Bukhara, Uzbekistan ngày nay, khánh thành. Nhà thờ Hồi giáo được hoàn thành năm 1656 sau Công Nguyên với ba cửa lớn, bốn tháp và hai tháp giáo đường cao 40 m xây dựng bằng dải đá sa thạch đỏ và cẩm thạch trắng. Sân trong có sức chứa hơn 25.000 người. Có ba mái vòm trên sân thượng được bao quanh bởi hai tòa tháp giáo đường. Trên sàn, tổng cộng 899 viền đen được đánh dấu để tôn thờ. Phương án kiến trúc của Badshahi Masjid, được Aurangzeb, con trai của Shah Jahan, cho xây dựng tại Lahore, Pakistan, cũng tương tự như Jama Masjid.
Nhà thờ Hồi giáo này là địa điểm của hai vụ tấn công, một vụ vào năm 2006 và một vụ vào năm 2010. Trong lần đầu tiên, hai vụ nổ xảy ra tại nhà thờ, khiến 13 người bị thương. Trong lần thứ hai, hai sinh viên Đài Loan bị thương khi hai tay súng đã nổ súng vào họ.